# Kiernan Dewsbury-Hall
Kiernan Frank Dewsbury-Hall (* 6. září 1998 Nottingham) je anglický profesionální fotbalista, který hraje na pozici středního záložníka za anglický klub Chelsea.

## Klubová kariéra

### Leicester City
Dewsbury-Hall se narodil v Nottinghamu a vyrůstal v Shepshedu v hrabství Leicestershire. Do akademie Leicesteru City přišel v roce 2006. V roce 2017 podepsal s klubem svou první profesionální smlouvu a v roce 2019 byl vyhlášen hráčem akademie roku. Dewsbury-Hall debutoval v prvním týmu 25. ledna 2020 při vítězství 1:0 v FA Cupu nad Brentfordem, když nahradil Kelechiho Iheanacha. O dva dny později odešel na hostování do konce do třetíligového Blackpoolu. Následující den vstřelil při svém debutu svůj gól v kariéře, a to při prohře s Wycombe Wanderers 2:1.
Dewsbury-Hall podepsal 16. října 2020 s Leicesterem novou čtyřletou smlouvu a připojil se k Lutonu Town na sezónní hostování. Na konci sezony získal klubové ocenění pro nejlepšího hráče sezony.
V Premier League debutoval 28. srpna 2021, kdy nastoupil jako náhradník za Jamese Maddisona při venkovním vítězství 2:1 na hřišti Norwiche City. 10. prosince vstřelil svůj první gól za Leicester City, a to při porážce 3:2 na hřišti Neapole v zápase základní skupiny Evropské ligy. Svůj první gól v Premier League vstřelil 10. dubna 2022 při domácím vítězství 2:1 nad Crystal Palace.
Dne 24. června 2022 podepsal Dewsbury-Hall s Leicesterem City novou smlouvu do roku 2027.

### Chelsea
2. července 2024 se Dewsbury-Hall připojil ke klubu Chelsea za částku 30 milionů liber. Tento přestup spojil Dewsbury-Halla s bývalým manažerem Leicesteru City Enzem Marescou, který se k Chelsea před sezónou také připojil.

## Statistiky
K 29. dubnu 2024
| Klub               | Sezóna  | Liga           | Liga   | Liga | FA Cup | FA Cup | EFL Cup | EFL Cup | Evropské poháry | Evropské poháry | Ostatní | Ostatní | Celkem | Celkem |
| Klub               | Sezóna  | Liga           | Zápasy | Góly | Zápasy | Góly   | Zápasy  | Góly    | Zápasy          | Góly            | Zápasy  | Góly    | Zápasy | Góly   |
| ------------------ | ------- | -------------- | ------ | ---- | ------ | ------ | ------- | ------- | --------------- | --------------- | ------- | ------- | ------ | ------ |
| Leicester City     | 2019/20 | Premier League | 0      | 0    | 1      | 0      | 0       | 0       | —               | —               | —       | —       | 1      | 0      |
| Leicester City     | 2020/21 | Premier League | 0      | 0    | —      | —      | 1       | 0       | —               | —               | —       | —       | 1      | 0      |
| Leicester City     | 2021/22 | Premier League | 28     | 1    | 1      | 0      | 3       | 0       | 11              | 2               | 1       | 0       | 44     | 3      |
| Leicester City     | 2022/23 | Premier League | 17     | 2    | 0      | 0      | 1       | 0       | —               | —               | —       | —       | 18     | 2      |
| Leicester City     | 2023/24 | Championship   | 44     | 12   | 2      | 0      | 3       | 0       | —               | —               | —       | —       | 49     | 12     |
| Leicester City     | Celkově | Celkově        | 103    | 15   | 6      | 0      | 8       | 0       | 11              | 2               | 1       | 0       | 129    | 17     |
| Blackpool (host.)  | 2019/20 | League One     | 10     | 4    | —      | —      | —       | —       | —               | —               | —       | —       | 10     | 4      |
| Luton Town (host.) | 2020/21 | Championship   | 39     | 3    | 1      | 0      | —       | —       | —               | —               | —       | —       | 40     | 3      |
| Chelsea            | 2024/25 | Premier League | 0      | 0    | 0      | 0      | 0       | 0       | 0               | 0               | 0       | 0       | 0      | 0      |
| Celkem             | Celkem  | Celkem         | 152    | 22   | 7      | 0      | 8       | 0       | 11              | 2               | 12      | 2       | 190    | 26     |

## Ocenění

### Klubová

#### Leicester City
- Community Shield: 2021[16]

### Individuální
- Jedenáctka sezóny Konferenční ligy UEFA: 2021/22[17]